# Oresegun Olumide
Oresegun Olumide est un artiste hyper-réaliste nigérian. Le 8 mars 2016, il a attiré l'attention des médias au Nigeria et au-delà après avoir publié certaines de ses peintures à l'huile sur toile sur Facebook,.

## Biographie

### Enfance
Né à Ikorodu, une banlieue de Lagos, Olumide a une passion pour le dessin et la peinture depuis l'âge de 4 ans. Il est diplômé du Yaba College of Technology, à Yaba, Lagos, où il a obtenu son diplôme avec distinction en beaux-arts. Il cite Pablo Picasso et Michelangelo di Lodovico Buonarroti Simoni comme modèles.

### Carrière
Olumide a commencé à peindre professionnellement en 2005. Il dessine et peint en s'inspirant de son environnement, en utilisant principalement l'eau comme thème principal de ses œuvres. Olumide possède actuellement un studio d'art à Ikorodu où il présente ses œuvres et ses expositions.